# Chañaral (provincie)
Chañaral is een provincie van Chili in de regio Atacama. De provincie telde 26.144 inwoners in 2017 en heeft een oppervlakte van 24.436 km². Hoofdstad is Chañaral.

## Gemeenten
Chañaral is verdeeld in twee gemeenten:
- Chañaral
- Diego de Almagro